# Léon Denis
Léon Denis (1 de enero de 1846 - 12 de abril de 1927) fue un notable filósofo espiritista francés, y junto a Gabriel Delanne y Camille Flammarion, uno de los principales exponentes del espiritismo después de la muerte de Allan Kardec. Dio en Europa conferencias internacionales de espiritismo y espiritualismo, promoviendo la idea de la supervivencia del alma después de la muerte y sus consecuencias para las relaciones humanas. Es conocido como el apóstol del espiritismo francés.

## Biografía
Léon Denis nació en Foug, Meurthe-et-Moselle, Francia, el 1 de enero de 1846, de una familia humilde. Muy temprano en su vida, por necesidad, hizo trabajos manuales y tuvo que soportar duras responsabilidades por su familia. Desde sus primeros pasos en el mundo sintió que lo asistían amigos invisibles. En vez de participar en juegos apropiados a su edad, trató de instruirse a sí mismo lo más intensamente posible. Mediante su propio esfuerzo leyó trabajos serios para desarrollar su inteligencia. Se convirtió en un serio y competente autodidacta.
A la edad de 18 años, comenzó trabajando como representante de venta, y por ello viajaba con frecuencia. Esta situación continuó hasta el tiempo de su conversión. Adoraba la música y, siempre que tuviera la oportunidad, atendía óperas o conciertos. Tocaba arias conocidas para piano y también sus propias composiciones. 
Era casi exclusivamente vegetariano, no fumaba y tampoco eran de su complacencia las bebidas fermentadas. Se dio cuenta de que el agua era su bebida preferida.
Tenía costumbre de ver con interés los libros que se mostraban en las librerías. A los 18 años, encontró uno con un título inusual: El libro de los espíritus, de Allan Kardec. Compró el libro y fue inmediatamente a su casa entregado con entusiasmo a su lectura.
Denis comentó luego de leerlo: “Encontré en este libro la solución clara, completa y lógica, al problema universal. Mi convicción se hizo fuerte. La teoría espiritista disipó mi indiferencia y mis dudas.”
Denis no era sólo un sucesor de Allan Kardec, como se suponía, sino que además fue una figura importante en la consolidación del movimiento espiritista. Emprendió estudios sobre el espiritismo, investigó sobre la mediumnidad, y expandió el movimiento espiritista por Francia y el resto del mundo. Profundizó los aspectos morales de la doctrina y, sobre todo, reafirmó el movimiento en las primeras décadas del siglo XX. 
Se suele considerar al rol de Kardec como aquel de sabio, siendo el rol de Denis como aquel de filósofo. Léon Denis fue llamado el Apóstol del Espiritismo, debido a su trabajo sostenido y a sus palabras, dichas y escritas, en favor de la nueva doctrina. Poseyendo gran sensibilidad moral, dedicó su existencia entera a la defensa de los postulados que Kardec había transmitido en los libros de la doctrina espiritista.
El mismo Denis resumió su misión como sigue: “He consagrado mi existencia al servicio de esta causa grande que es el espiritismo, o moderno espiritualismo, que ciertamente será la fe universal y la religión del futuro."